# Embouteilleur indépendant
Un embouteilleur indépendant est une entreprise qui commercialise des boissons alcoolisée comme le whisky ou non, sans l'avoir fabriqué lui-même.
Il existe deux circuits de distribution du whisky :
- d'une part les propriétaires/distillateurs de whisky (on parle alors d'embouteillage officiel) ;
- d'autre part les embouteilleurs indépendants.

C'est un système unique en son genre qui n’existe presque pas pour les autres alcools forts (cognac, armagnac, rhum ou vodka). 
Le système est toutefois plus courants pour les sodas. 

## Explication historique
Au XIXe siècle le whisky est vendu sous la forme de blends. Ceux-ci sont élaborés et distribués par des marchands de vin qui achètent des fûts de whiskies dans différentes distilleries et qui, en fonction d'une recette qui leur est propre, élaborent les mélanges (ex: Berry Bros & Rudd ou William Grant. Pendant tout cette période ils amassent dans leurs chais des centaines de fûts de single malt.
Ce système de commercialisation perdurera de façon presque exclusive jusque dans les années 1960. 
À partir des années 1960 et du lancement des premiers singles malt dans le commerce (le premier étant Glenfiddich), les embouteilleurs indépendants seront donc particulièrement bien armés pour se lancer dans la promotion et la vente de single malts. Ils deviennent ainsi une part essentielle de l'industrie du whisky, à la fois premiers collaborateurs des distilleries et concurrents directs.

## Liste d'embouteilleurs indépendants de whisky
- Adelphi
- Blackadder
- Berry Bros. & Rudd
- Cadenhead's
- Celtic Whisky Compagnie
- Compass Box
- Dewar Rattray
- Douglas laing
- Duncan Taylor
- Gordon & MacPhail
- Hart Brothers
- Ian MacLeod
- James MacArthur
- Michel Couvreur
- Murray McDavid
- Praban nà Linne
- Signatory Vintage
- Wemyss Malts
- Wilson & Morgan